# 北篠崎 (江戸川区)
北篠崎（きたしのざき）は、東京都江戸川区東部の地名・町名。住居表示による町名は北篠崎一丁目と二丁目が所在。周辺の上篠崎、西篠崎、篠崎町、東篠崎町、東篠崎、南篠崎町、下篠崎町との総称で「篠崎」と呼称されることもある。

## 地域
隣接する地域は、北は東小岩一丁目・江戸川を挟んで対岸に市川南五丁目、東は江戸川を挟んで対岸に千葉県市川市大洲三丁目、南は上篠崎一・三丁目、西は西篠崎一丁目。
江戸川区東端部に位置し、篠崎地域の北端部に当たる。住宅市街地の広がる町である。江戸川河川敷には広大な緑地帯が広がり、この緑地と江戸川水域がこの地区面積の半分を占める。

### 地価
住宅地の地価は、2025年（令和7年）1月1日の公示地価によれば、北篠崎2-8-12の地点で30万8000円/m2となっている。

## 成立
江戸川区成立前、かつての南葛飾郡篠崎村北部の地名は笹ケ崎といった。1932年（昭和7年）の江戸川区成立時に笹ケ崎のあたりに「北篠崎町」（丁目なし）が成立。区成立時には他に上篠崎町、下篠崎町、東篠崎町、西篠崎町、南篠崎町も同時に成立している。現行の町名・町界決定までには、下記の2回の変更を経ている。
1966年（昭和41年）、篠崎地区の町名地番整理（住居表示の実施ではない）により、北篠崎町の大部分が北篠崎町一・二丁目となるが、北篠崎町北部は住居表示が実施され東小岩一丁目、南小岩二丁目の一部となった。かつて笹ケ崎村の鎮守が置かれていたとされる天祖神社の住居表示もこのとき東小岩一丁目となっている。地区の西端部分（江戸川区立篠崎第五小学校付近）のみは、旧町名の北篠崎町（丁目なし）のまま残された。1990年（平成2年）に当地区に改めて住居表示が実施され、新町名は北篠崎一・二丁目となった。この時点で、1966年（昭和41年）成立の北篠崎町一・二丁目と、1932年（昭和7年）成立の北篠崎町は廃止された。

## 世帯数と人口
2025年（令和7年）1月1日現在（江戸川区発表）の世帯数と人口は以下の通りである。
| 丁目         | 世帯数    | 人口    |
| ------------ | --------- | ------- |
| 北篠崎一丁目 | 398世帯   | 975人   |
| 北篠崎二丁目 | 1,511世帯 | 3,415人 |
| 計           | 1,909世帯 | 4,390人 |

### 人口の変遷
国勢調査による人口の推移。
| 年                 | 人口  |
| ------------------ | ----- |
| 1995年（平成7年）  | 3,622 |
| 2000年（平成12年） | 3,690 |
| 2005年（平成17年） | 4,085 |
| 2010年（平成22年） | 4,275 |
| 2015年（平成27年） | 4,398 |
| 2020年（令和2年）  | 4,331 |

### 世帯数の変遷
国勢調査による世帯数の推移。
| 年                 | 世帯数 |
| ------------------ | ------ |
| 1995年（平成7年）  | 1,180  |
| 2000年（平成12年） | 1,313  |
| 2005年（平成17年） | 1,422  |
| 2010年（平成22年） | 1,546  |
| 2015年（平成27年） | 1,616  |
| 2020年（令和2年）  | 1,646  |

## 学区
区立小・中学校に通う場合、学区は以下の通りとなる(2023年4月時点)。なお、江戸川区では学校選択制度を導入しており、区内全域から選択することが可能。。
| 丁目         | 番地 | 小学校                   | 中学校                   |
| ------------ | ---- | ------------------------ | ------------------------ |
| 北篠崎一丁目 | 全域 | 江戸川区立篠崎第五小学校 | 江戸川区立小岩第二中学校 |
| 北篠崎二丁目 | 全域 | 江戸川区立篠崎第五小学校 | 江戸川区立小岩第二中学校 |

## 事業所
2021年（令和3年）現在の経済センサス調査による事業所数と従業員数は以下の通りである。
| 丁目         | 事業所数 | 従業員数 |
| ------------ | -------- | -------- |
| 北篠崎一丁目 | 25事業所 | 121人    |
| 北篠崎二丁目 | 74事業所 | 416人    |
| 計           | 99事業所 | 537人    |

### 事業者数の変遷
経済センサスによる事業所数の推移。
| 年                 | 事業者数 |
| ------------------ | -------- |
| 2016年（平成28年） | 109      |
| 2021年（令和3年）  | 99       |

### 従業員数の変遷
経済センサスによる従業員数の推移。
| 年                 | 従業員数 |
| ------------------ | -------- |
| 2016年（平成28年） | 484      |
| 2021年（令和3年）  | 537      |

## 交通

### 公共交通
鉄道
北篠崎の町域内に鉄道駅は存在しない。至近の駅から1km以上離れており、北篠崎の全域が鉄道利用不便地帯に当たる。以下に最寄駅を挙げる。
- 東京都交通局（都営地下鉄）
  - 新宿線：篠崎駅（篠崎町）
- 東日本旅客鉄道（JR東日本）
  - 総武本線：小岩駅（南小岩）

路線バス
京成バスが走っており、篠崎駅、小岩駅、一之江駅、瑞江駅と連絡している。
- 小72

篠崎駅経由は，瑞江駅・一之江駅発着便のみ。
- 小73

### 道路
道路
北篠崎の町域には江戸川の対岸にあたる市川市に連絡するための橋は無く、市川橋を経由する必要がある。
- 東京都道307号王子金町江戸川線（柴又街道）
- 東京都道451号江戸川堤防線（篠崎街道）

## 施設
教育
- 江戸川区立篠崎第五小学校

公園・スポーツ・レクリエーション
- 篠崎緑地
- 都立篠崎公園（所在は上篠崎だが隣接している）
- 興農親水緑道（所在は東小岩だが隣接している）

## 史跡
- 要法寺

## その他

### 日本郵便
- 郵便番号 : 133-0053[3]（集配局 : 小岩郵便局[17]）。